# ザラ・ラーソン
- サラ・ラーション

ザラ・ラーソン（Zara Larsson、1997年12月16日 - ）は、スウェーデン・ストックホルム出身の女性ポップシンガー。
10歳の頃より才能を見出され、母国で歌手デビュー。以来国内で実績を伸ばし、2015年に世界進出を果たした。

## バイオグラフィー

### 2008年: オーディション番組での優勝
スウェーデン・ソルナの生まれで、幼少期は隣接する首都ストックホルムの南部で育つ。当初は地元の小学校に通っていたが、途中からスウェーデン王立バレエ学校に転校し15歳まで在学。高校は首都の芸術系教育機関 Kulturama校に進学している。

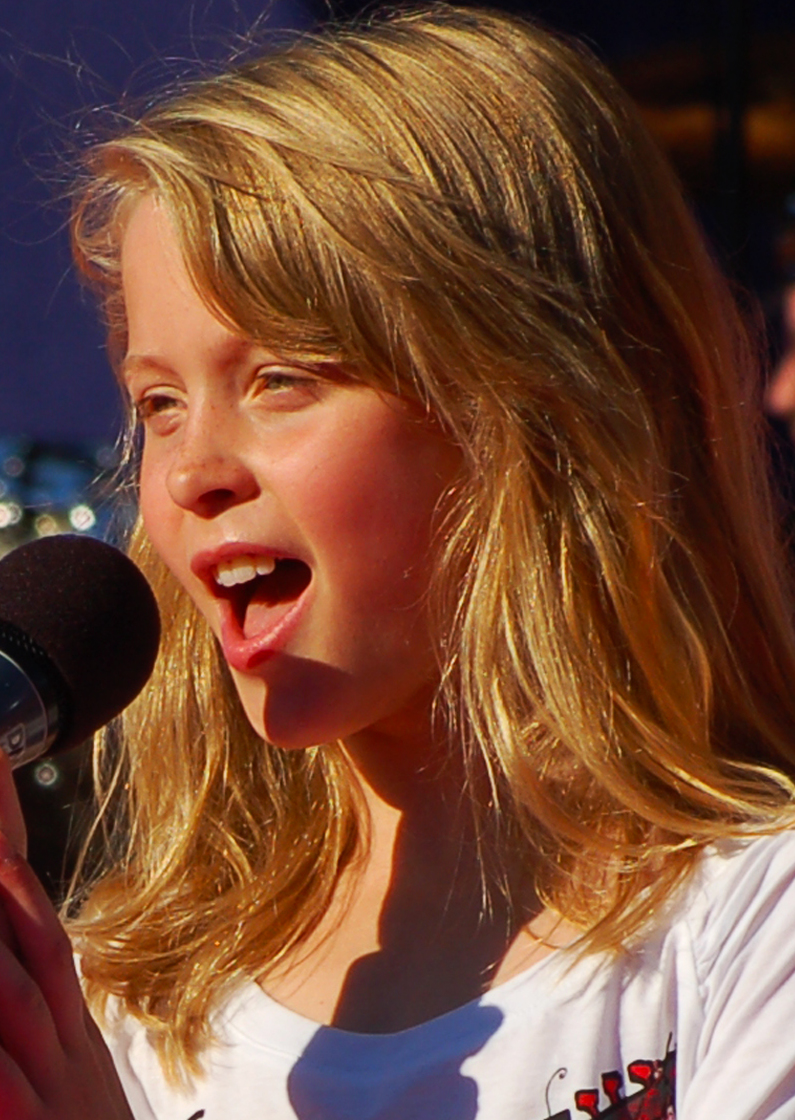
10歳当時（2008年）

2008年に10歳でスウェーデン版ブリテンズ・ゴット・タレントの"Talang"で優勝、デビューシングルとしてセリーヌ・ディオンのカバーである「マイ・ハート・ウィル・ゴー・オン」をデビューシングルとしてリリース、スウェーデン国内で7位のヒット。番組での映像がYouTubeで話題を呼び、2016年4月8日現在、1500万回以上の再生回数を記録している。

### 2012年 - 2014年: 本格デビューとスウェーデン国内でのヒット
2012年、アイコナ・ポップなどを抱えるスウェーデンの大手レコード会社「TEN Music Group」と契約を結ぶ。
2013年1月、初めてのEP『イントロデューシング』を発表。収録曲の「アンカバー」がスウェーデンで年間6位の大ヒットを記録するほか、デンマークやスカンディナビア半島全体で知られるようになる。
同年4月、アメリカのエピック・レコードと3年間の契約を結んだことを発表。
同年6月にメジャー2枚目のシングルとして「シーズ・ノット・ミー」を発表、同年7月には早くも2枚目のEPとして『アラウ・ミー・トゥ・リイントロデュース・マイセルフ』を発売した。
2014年10月にはファーストアルバム『1』をリリース。スウェーデン国内で1位を記録し、プラチナム認定を受ける。また、このアルバムには『ハビッツ』の大ヒットで知られるトーヴ・ローも制作に参加している。

### 2015年: 2ndアルバム『ソー・グッド』の発売世界的ヒット
2015年1月には全世界デビューEP『アンカバー』をエピック・レコードからリリース。再リリースされたシングル「アンカバー」は再び注目を集め、ベルギー、スイス、フランスなどヨーロッパ各国でトップ10入りの大ヒットを記録する。
6月・7月には立て続けにシングル「ラッシュ・ライフ」と「ネヴァー・フォーゲット・ユー」を発表。両作ともスウェーデンで1位を記録。「ネヴァー・フォーゲット・ユー」は、ナイジェリア出身でイギリス国籍を持つミュージシャン、MNEKとのコラボレーションが話題となり、イギリスのシングルチャートで5位の大ヒットを記録、翌年3月には全米シングルチャートでも13位を記録するヒットとなる。また「ラッシュ・ライフ」もその後じわじわと世界各国のチャートを上り、2016年3月24日付のイギリスシングルチャートで3位、オーストラリアで4位、ドイツで4位を記録する自身最大のヒットとなる（2017年2月現在）。

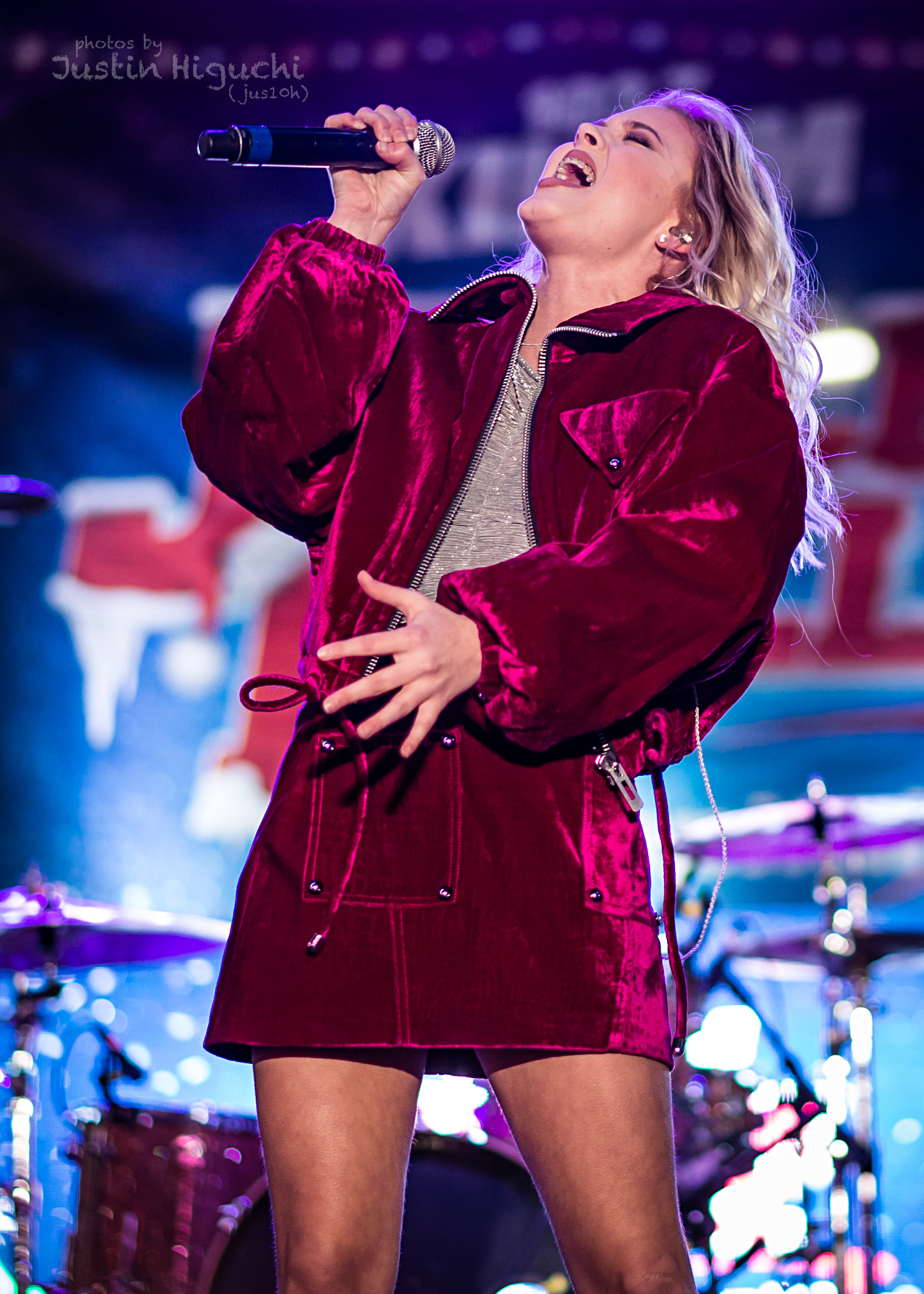
USAロサンゼルス公演 (2016年)

2016年2月にはイギリスの人気歌手タイニー・テンパーのシングル、「ガールズ・ライク」に客演参加。イギリス本国で8位のヒットとなる。
また、同月にエスティローダーの化粧品ブランド「クリニーク」のイメージキャラクターにも選ばれた。
同年5月、デヴィッド・ゲッタによるUEFA EURO 2016オフィシャルソング「ディス・ワンズ・フォー・ユー」に客演参加し、人気を確実なものとした。また同月には初のプロモーション来日を果たし、一般向けのイベント等は行わなかったものの、ZIP-FMなどのメディアに登場した。
同年8月、セカンドアルバムからのリードシングル「エイント・マイ・フォールト」を発売。スウェーデンで3作連続（通算4作目）の1位を獲得するとともに、イギリスで13位、アメリカで76位を記録するなど世界中でヒット。同年10月にはタイム誌の"2016年の最も影響力のある10代30人"に選ばれた。
同年11月、プロモーショナルシングルとして「アイ・ウドゥ・ライク」を発表。スウェーデンで4位を記録、イギリスでは自身最高となる2位を記録するなど、ポップスターとしての地位を確立した。
2017年1月、タイ・ダラー・サインを客演に、チャーリー・プースをソングライターに迎えたシングル「ソー・グッド」を発売するとともに、同年3月17日に世界デビューアルバム『ソー・グッド』を発売。アルバムに伴うワールドツアーを開始し、同5月にプロモーション・イベント、および同8月の『サマーソニック 2017』出演にて来日。

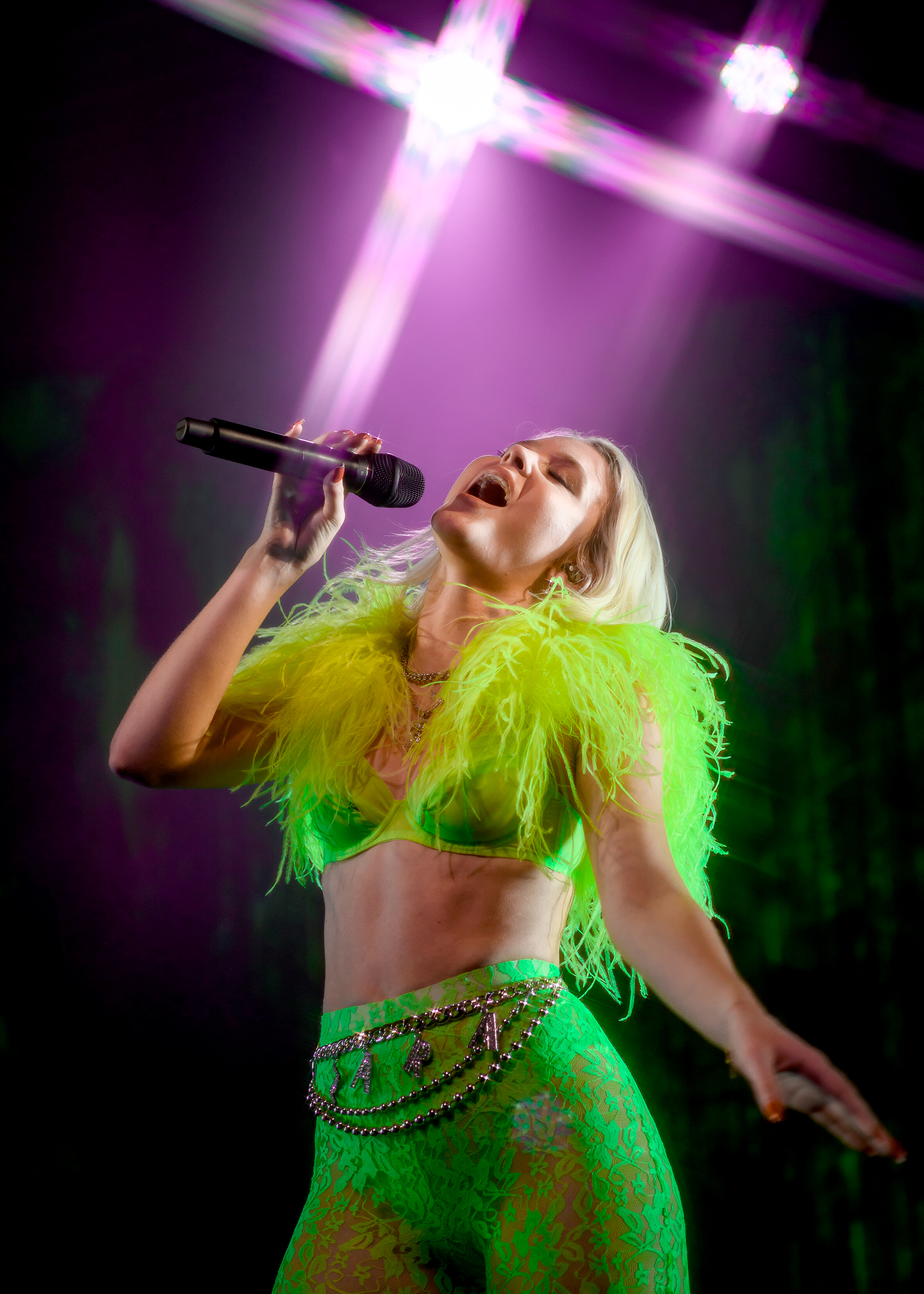
2019年

2019年、次作に先行したシングル作品を連続でリリースし、全米ツアーを開催。
2020年、「中国は友好的な国ではない、北京の行いに賛同できない」と述べ、中国企業のファーウェイ（華為）とスマートフォンの広告契約を終了したことを発表した。

### 2021年: 3rdアルバム『ポスター・ガール』
2021年3月、3rdアルバム『ポスター・ガール』をリリース。

## ディスコグラフィー

### アルバム
| タイトル    | アルバム詳細                                                                                  | チャート最高位 | チャート最高位 | チャート最高位 | チャート最高位 | チャート最高位 | 認定                                                                               |
| タイトル    | アルバム詳細                                                                                  | SWE            | DEN            | NOR            | UK             | US             | 認定                                                                               |
| ----------- | --------------------------------------------------------------------------------------------- | -------------- | -------------- | -------------- | -------------- | -------------- | ---------------------------------------------------------------------------------- |
| 1           | - 発売日: 2014年10月1日 - レーベル: TEN Music, Universal - 形態: CD, 音楽配信                 | 1              | 33             | 28             | -              | -              | - SWE: プラチナ                                                                    |
| So Good     | - 発売日: 2017年3月17日 - レーベル: TEN Music, Epic - 形態: CD, 音楽配信, レコード            | 1              | 8              | 3              | 7              | 26             | - SWE: 2×プラチナ - US: プラチナ - CAN: プラチナ - DEN: プラチナ - NOR: 6×プラチナ |
| Poster Girl | - 発売日: 2021年3月5日（日本10日） - レーベル: TEN Music, Epic - 形態: CD, 音楽配信, レコード | 3              | -              | 11             | 12             | 170            | - SWE: ゴールド - BRA: ゴールド                                                    |
| Venus       | - 発売日: 2024年2月9日 - レーベル: Sommer House, Epic - 形態: CD, 音楽配信, レコード          | 3              | -              | 4              | 15             |                |                                                                                    |

### EP
| タイトル                       | アルバム詳細                                                               |
| ------------------------------ | -------------------------------------------------------------------------- |
| Introducing                    | - 発売日: 2013年1月21日 - レーベル: TEN Music, Universal - 形態: 音楽配信  |
| Allow Me to Reintroduce Myself | - 発売日: 2013年7月5日 - レーベル: TEN Music, Universal - 形態: 音楽配信   |
| Uncover                        | - 発売日: 2015年1月16日 - レーベル: TEN Music, Universal - 形態: 音楽配信  |
| The Remixes EP                 | - 発売日: 2015年12月18日 - レーベル: TEN Music, Universal - 形態: 音楽配信 |

### シングル
| 年   | タイトル                        | チャート最高位 | チャート最高位 | チャート最高位 | チャート最高位 | チャート最高位 | チャート最高位 | チャート最高位 | チャート最高位 | チャート最高位 | チャート最高位 | 認定 | 収録アルバム                             |
| 年   | タイトル                        | SWE            | AUS            | DEN            | GER            | NED            | NOR            | NZ             | SWI            | UK             | US             | 認定 | 収録アルバム                             |
| ---- | ------------------------------- | -------------- | -------------- | -------------- | -------------- | -------------- | -------------- | -------------- | -------------- | -------------- | -------------- | --- | ---------------------------------------- |
| 2008 | "My Heart Will Go On"           | 7              | -              | -              | -              | -              | -              | -              | -              | -              | -              | | アルバム未収録                           |
| 2013 | "Uncover"                       | 1              | -              | 3              | -              | -              | 1              | -              | 8              | -              | -              | - SWE: 6×プラチナ - DEN: 3×プラチナ - NOR: プラチナ - BEL: プラチナ - FRA: ゴールド                                                                          | Introducing 1 Uncover                    |
| 2013 | "She's Not Me"                  | 21             | -              | -              | -              | -              | -              | -              | -              | -              | -              | - SWE: ゴールド | Allow Me to Reintroduce Myself 1 Uncover |
| 2013 | "Bad Boys"                      | 27             | -              | 33             | -              | -              | -              | -              | -              | -              | -              | - DEN: ゴールド | 1                                        |
| 2014 | "Carry You Home"                | 3              | -              | -              | -              | -              | -              | -              | -              | -              | -              | - SWE: 2×プラチナ | 1 Uncover                                |
| 2014 | "Rooftop"                       | 6              | -              | -              | -              | -              | -              | -              | -              | -              | -              | - SWE: プラチナ | 1 Uncover                                |
| 2015 | "Weak Heart"                    | 53             | -              | -              | -              | -              | -              | -              | -              | -              | -              | - | 1                                        |
| 2015 | "Lush Life"                     | 1              | 4              | 2              | 4              | 3              | 2              | 8              | 3              | 3              | 75             | - SWE: 9×プラチナ - AUS: 4×プラチナ - NOR: 3×プラチナ - DEN: 2×プラチナ - NZ: 2×プラチナ - UK: 2×プラチナ - GER: プラチナ - US: プラチナ - POL: ダイヤモンド | So Good                                  |
| 2015 | "Never Forget You" (feat. MNEK) | 1              | 3              | 5              | 20             | 8              | 2              | 6              | 32             | 5              | 13             | - SWE: 5×プラチナ - NOR: 2×プラチナ - AUS: 4×プラチナ - NZ: 2×プラチナ - US: 2×プラチナ - UK: プラチナ - DEN: プラチナ - GER: ゴールド                       | So Good                                  |
| 2016 | "Ain't My Fault"                | 1              | 17             | 15             | 16             | 29             | 8              | 19             | 43             | 13             | 76             | - SWE: 3×プラチナ - AUS: プラチナ - UK: シルバー - GER: ゴールド - DEN: ゴールド - NZ: ゴールド - US: ゴールド                                               | So Good                                  |
| 2016 | "I Would Like"                  | 4              | 16             | 23             | 56             | 28             | 23             | 19             | 55             | 2              | -              | - SWE: プラチナ - AUS: プラチナ - UK: ゴールド - NZ: ゴールド - DEN: ゴールド                                                                                | So Good                                  |
| 2017 | "So Good" (feat. Ty Dolla Sign) | 7              | 59             | 30             | 99             | -              | 27             | -              | 89             | 44             | -              | - SWE: ゴールド | So Good                                  |
| 2017 | "Don't Let Me Be Yours"         | 36             | -              | -              | -              | -              | -              | -              | -              | -              | -              | - | So Good                                  |
| 2017 | "Only You"                      | 5              | -              | -              | -              | -              | 39             | -              | -              | -              | -              | - | So Good                                  |
| 2018 | "Ruin My Life"                  | 2              | 32             | 21             | 62             | 60             | 14             | 28             | 71             | 9              | 76             | - SWE: プラチナ - AUS: プラチナ - UK: ゴールド - DEN: ゴールド - NZ: ゴールド                                                                                |                                          |
| 2019 | "Don't Worry Bout Me"           | 7              | -              | -              | -              | -              | 26             | -              | -              | 34             | -              | - |                                          |
| 2019 | "Wow"                           | 27             | -              | -              | -              | -              | -              | -              | -              | -              | -              | - |                                          |

### 客演参加
- "Girls Like" (2016) - タイニー・テンパー feat. ザラ・ラーソン
- "This One's For You" (2016) - デヴィッド・ゲッタ feat. ザラ・ラーソン
- "Symphony" (2017) - クリーン・バンディット feat. ザラ・ラーソン
- "Holding Out for You" (2019) - フェデス feat. ザラ・ラーソン